# Grått korgblomsmott
Grått korgblomsmott, Homoeosoma nimbella, är en fjärilsart som först beskrevs av Philogène Auguste Joseph Duponchel 1836.  Grått korgblomsmott ingår i släktet Homoeosoma, och familjen solmott. Arten är reproducerande i Sverige.